# Łąki (Varsovie-ouest)
Pour les articles homonymes, voir Łąki.
Łąki [ˈwɔnki] est un village polonais de la gmina de Błonie situé dans le powiat de Varsovie-ouest et dans la voïvodie de Mazovie, dans le centre-est de la Pologne.
Il est situé à environ 3 kilomètres au sud-est de Błonie, à 12 kilomètres à l'ouest de Ożarów Mazowiecki (le chef-lieu du district), et à 26 kilomètres à l'ouest de Varsovie.
Le village a une population de 34 habitants en 2000.